# Давид Писаро
Давид Марсело Писаро Кортес (на испански: David Marcelo Pizarro Cortés) е чилийски професионален футболист, централен полузащитник. Той е играч на италианския Рома. Висок е 170 см.